# 磐城棚倉站
磐城棚倉站（日语：／ Iwaki-Tanakura eki */?）是位於福島縣東白川郡棚倉町大字棚倉字北町56號，東日本旅客鐵道（JR東日本）的水郡線車站。

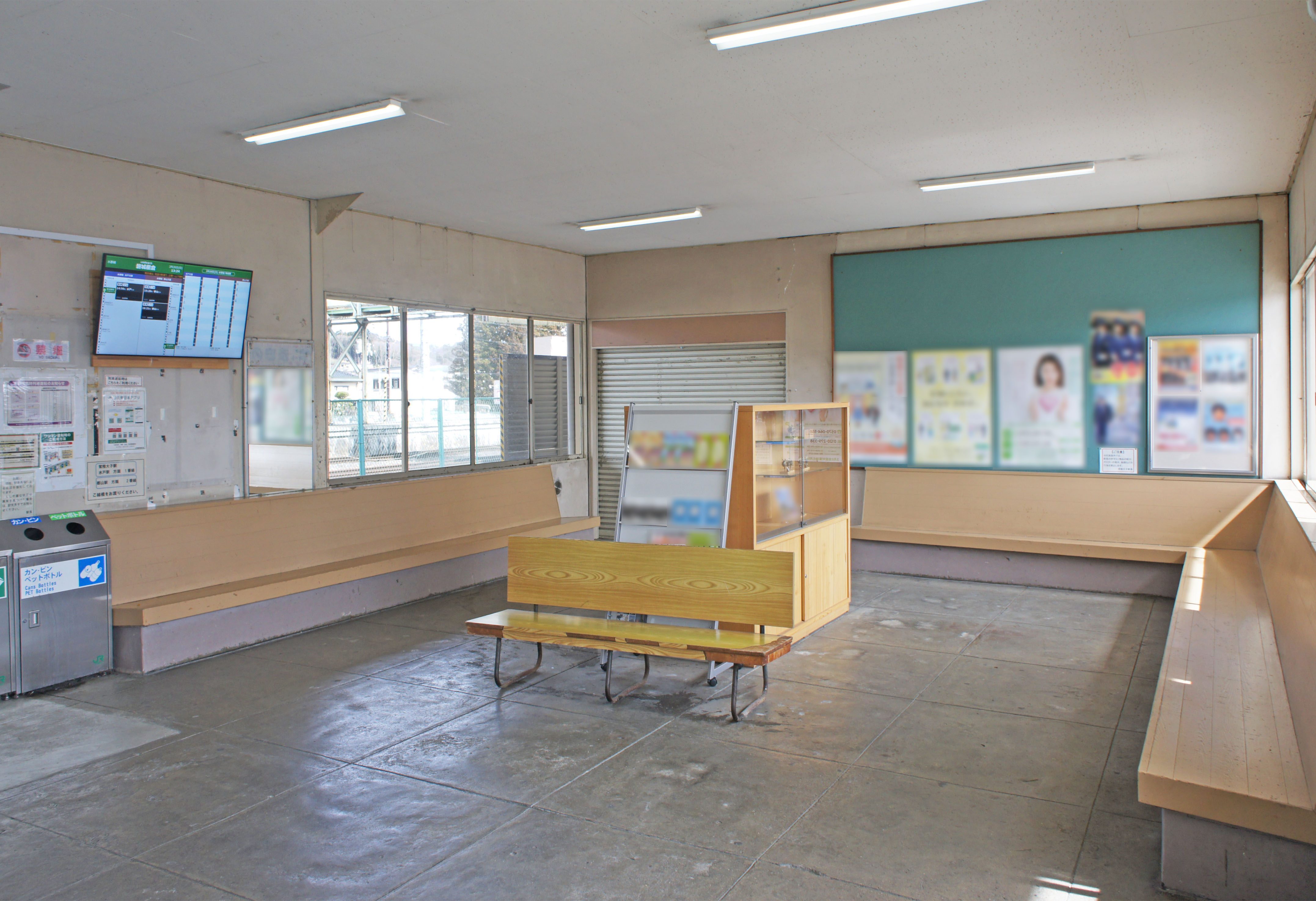
車站內部（2022年3月）

## 歷史
當初此站為白棚鐵道車站，後來鐵道省（國有鐵道）水郡南線駛入此站。在1944年前，此站是水郡線與白棚鐵道的後身白棚線的分支車站。現時白棚線變成了JR巴士關東的巴士路線「白棚線」。
- 1916年（大正5年）11月29日：白棚鐵道車站啟用。
- 1932年（昭和7年）11月11日：國有鐵道水郡南線車站啟用，成為白棚鐵道與國有鐵道的轉乘站。
- 1934年（昭和9年）12月4日：磐城棚倉至川東之間全線開通，水郡南線變為水郡線[1]。
- 1938年（昭和13年）10月1日：白棚鐵道借給鐵道省使用。
- 1941年（昭和16年）5月1日：白棚鐵道被國有化，成為國有鐵道白棚線。
- 1944年（昭和19年）12月11日：白棚線因成為不要不急線而暫停營業。
- 1987年（昭和62年）4月1日：伴隨國鐵分割民營化，車站由東日本旅客鐵道（JR東日本）營運[2]。
- 1993年（平成5年）1月25日：開設綠色窗口[3]。
- 2018年（平成30年）10月31日：當日起綠色窗口結業[4]。

## 車站構造

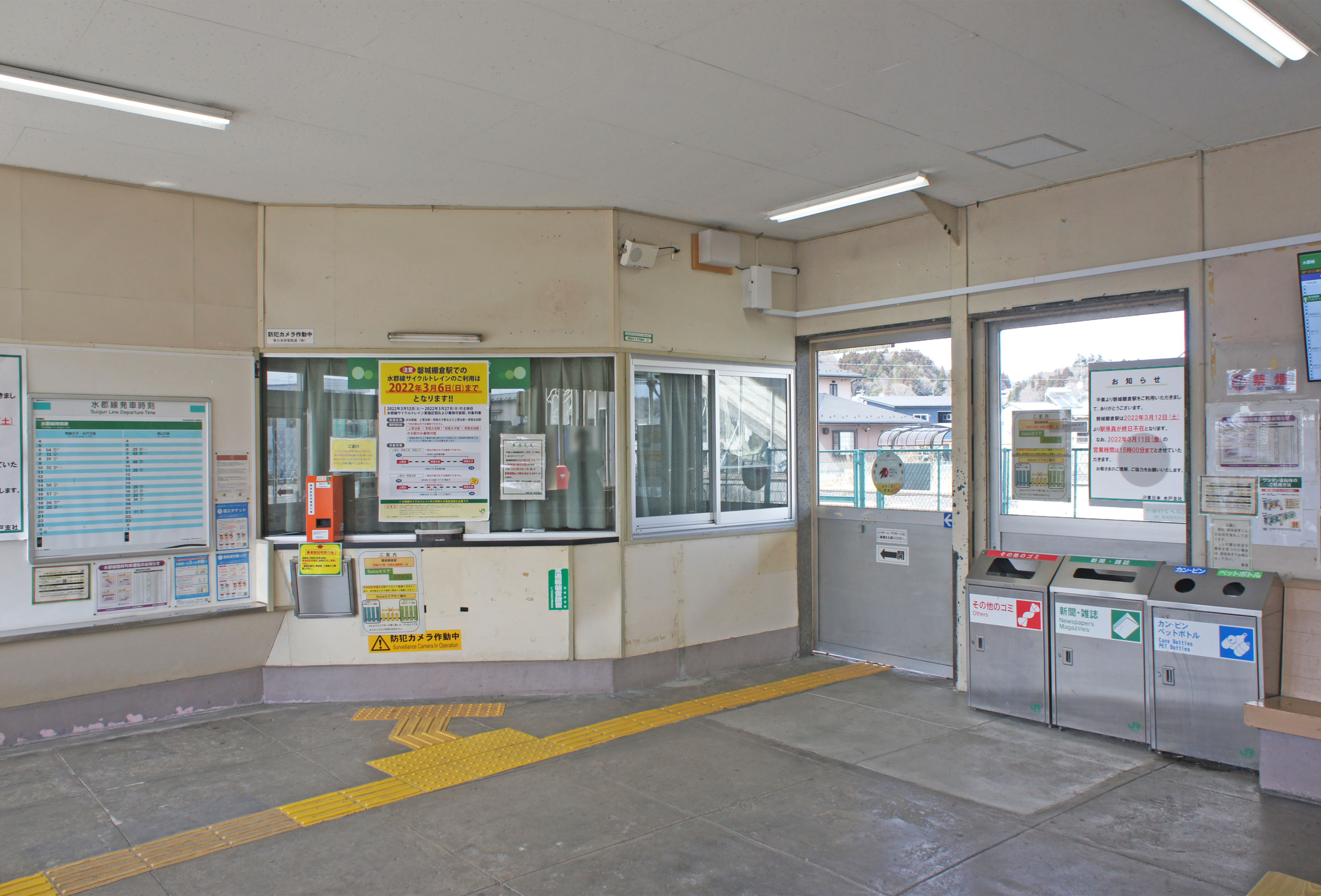
檢票口（2022年3月）

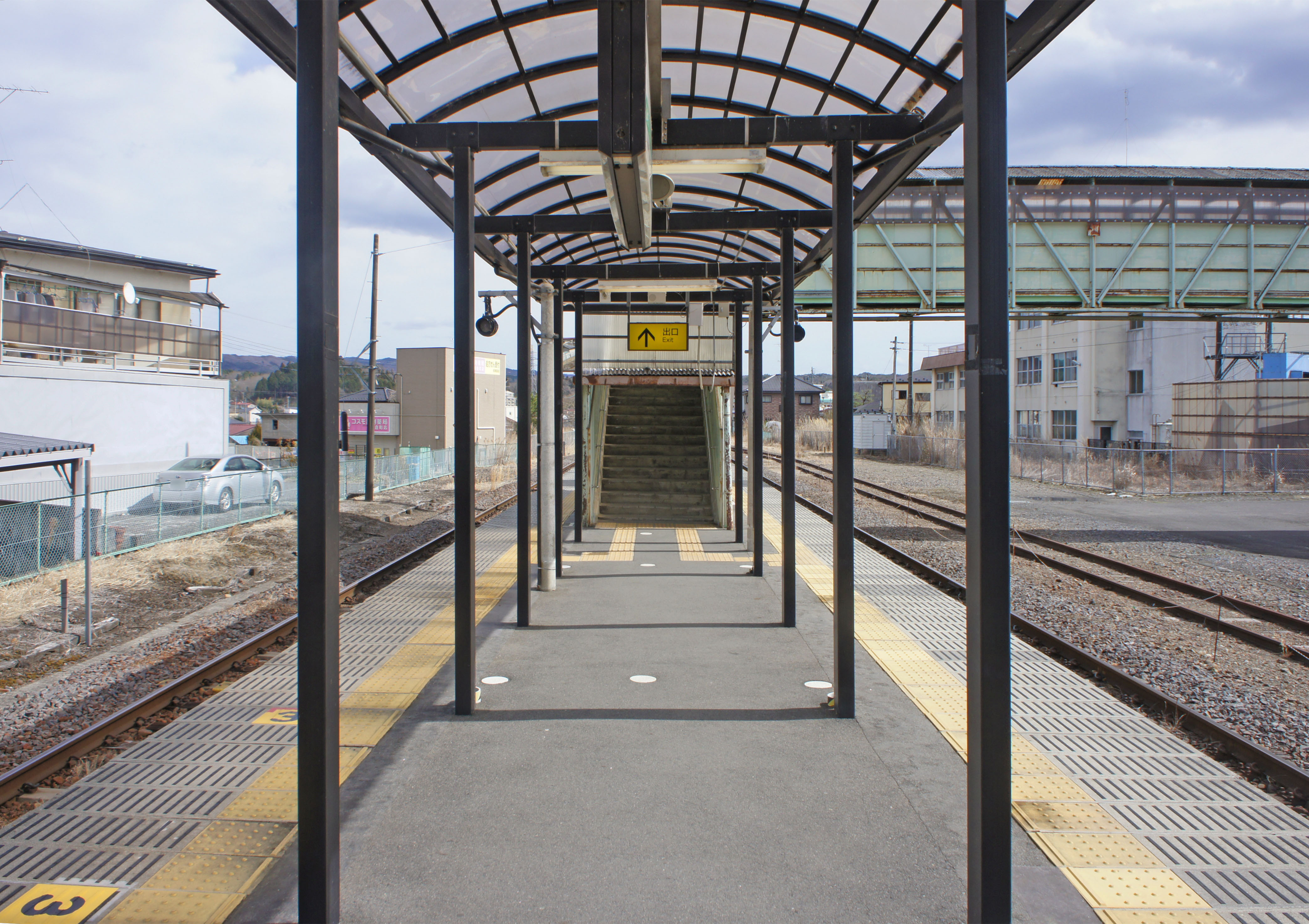
月台（2022年3月）

此站是地面車站，設有1面2線的島式月台。月台上設有上蓋。月台與車站大樓之間設有上蓋跨線橋連接。此站是由常陸大子站管理的業務委託車站，委托JR東日本車站服務負責車站業務。此站設有售票櫃臺和乘車站證明票發行機。自動售票機在2018年10月綠色窗口廢止後便撤走。現時站內設置了列車現時位置的資訊熒幕。

### 月台
| 月台 | 路線    | 上下行 | 方向               |
| ---- | ------- | ------ | ------------------ |
| 1    | ■水郡線 | 上行   | 常陸大子、水戶方向 |
| 2    | ■水郡線 | 下行   | 郡山方向           |

參考
上行於此站的終點站的列車會在此站夜間停泊，並行走翌日上行的首班列車。

## 使用狀況
根據「JR東日本」，2019年度（令和元年度）1日平均乘車人次為147人。
| 乘車人次變化       | 乘車人次變化     | 乘車人次變化    |
| 年度               | 1日平均 乘車人次 | 參考資料        |
| ------------------ | ---------------- | --------------- |
| 2000年（平成12年） | 375              | [ 利用客数 2 ]  |
| 2001年（平成13年） | 302              | [ 利用客数 3 ]  |
| 2002年（平成14年） | 238              | [ 利用客数 4 ]  |
| 2003年（平成15年） | 213              | [ 利用客数 5 ]  |
| 2004年（平成16年） | 210              | [ 利用客数 6 ]  |
| 2005年（平成17年） | 194              | [ 利用客数 7 ]  |
| 2006年（平成18年） | 198              | [ 利用客数 8 ]  |
| 2007年（平成19年） | 201              | [ 利用客数 9 ]  |
| 2008年（平成20年） | 218              | [ 利用客数 10 ] |
| 2009年（平成21年） | 190              | [ 利用客数 11 ] |
| 2010年（平成22年） | 190              | [ 利用客数 12 ] |
| 2011年（平成23年） | 180              | [ 利用客数 13 ] |
| 2012年（平成24年） | 193              | [ 利用客数 14 ] |
| 2013年（平成25年） | 184              | [ 利用客数 15 ] |
| 2014年（平成26年） | 182              | [ 利用客数 16 ] |
| 2015年（平成27年） | 191              | [ 利用客数 17 ] |
| 2016年（平成28年） | 208              | [ 利用客数 18 ] |
| 2017年（平成29年） | 195              | [ 利用客数 19 ] |
| 2018年（平成30年） | 166              | [ 利用客数 20 ] |
| 2019年（令和元年） | 147              | [ 利用客数 1 ]  |

## 車站周邊
- 福島縣道25號棚倉鮫川線（日语：福島県道25号棚倉鮫川線）
- 福島縣道177號磐城棚倉停車場線（日语：福島県道177号磐城棚倉停車場線）
- 棚倉郵局
- 棚倉町公所
- 保健福祉中心
- 棚倉町立圖書館
- 福島縣棚倉合同廳舍
- 棚倉町綜合體育館
- 棚倉城（日语：棚倉城）蹟
- 赤館城蹟

## 巴士路線
在站前迴旋路中設有JR巴士和村營巴士的「磐城棚倉站」巴士站。福島交通「棚倉站前」巴士站位於此站步行3分鐘的舊國道118號上。
| 巴士站   | 系統           | 主要途經                                   | 目的地     | 巴士公司       | 備註             |
| -------- | -------------- | ------------------------------------------ | ---------- | -------------- | ---------------- |
| 磐城棚倉 | 白棚線         | 磐城逆川、磐城金山、新白河站               | 白河站     | JR巴士關東     |                  |
| 磐城棚倉 | 白棚線         | 磐城逆川、磐城金山、旭高校前               | 白河站     | JR巴士關東     | 早上服務         |
| 磐城棚倉 | 白棚線         | 棚倉古町、東中居                           | 祖父岡     | JR巴士關東     |                  |
| 磐城棚倉 | 大空號         | 修明高校前、大草口、村公所                 | 廣畑       | 鮫川村村營巴士 | 假日暫停服務     |
| 棚倉站前 | 刈敷坂、棚倉線 | 逆川、釜之子                               | 刈敷坂     | 福島交通       | 星期六及假日暫停 |
| 棚倉站前 | 東館線         | 棚倉下町、棚倉営業所、近津站前、塙站前     | 東館車廠   | 福島交通       | 星期六及假日暫停 |
| 棚倉站前 | 山本線         | 棚倉下町、棚倉營業所、近津站前、山本不動尊 | 山本       | 福島交通       | 星期六及假日暫停 |
| 棚倉站前 | 刈敷坂、棚倉線 | 棚倉下町                                   | 棚倉營業所 | 福島交通       | 星期六及假日暫停 |

## 其他
- 站名的日文讀法為，當中是清音。而棚倉町的日文讀法為，當中是濁音。

## 相鄰車站
東日本旅客鐵道（JR東日本）
■水郡線
中豐－磐城棚倉－磐城淺川

## 注腳

### 使用狀況
1. 1 2  . 東日本旅客鉄道.   [2020-07-16]. （原始内容存档于2020-07-10） （日语）.
2. ↑  . 東日本旅客鉄道.   [2019-03-01]. （原始内容存档于2019-04-02） （日语）.
3. ↑  . 東日本旅客鉄道.   [2019-03-01]. （原始内容存档于2019-04-02） （日语）.
4. ↑  . 東日本旅客鉄道.   [2019-03-01]. （原始内容存档于2019-04-02） （日语）.
5. ↑  . 東日本旅客鉄道.   [2019-03-01]. （原始内容存档于2019-04-02） （日语）.
6. ↑  . 東日本旅客鉄道.   [2019-03-01]. （原始内容存档于2019-04-02） （日语）.
7. ↑  . 東日本旅客鉄道.   [2019-03-01]. （原始内容存档于2017-08-08） （日语）.
8. ↑  . 東日本旅客鉄道.   [2019-03-01]. （原始内容存档于2019-03-27） （日语）.
9. ↑  . 東日本旅客鉄道.   [2019-03-01]. （原始内容存档于2017-08-08） （日语）.
10. ↑  . 東日本旅客鉄道.   [2019-03-01]. （原始内容存档于2019-04-02） （日语）.
11. ↑  . 東日本旅客鉄道.   [2019-03-01]. （原始内容存档于2019-04-02） （日语）.
12. ↑  . 東日本旅客鉄道.   [2019-03-01]. （原始内容存档于2016-03-27） （日语）.
13. ↑  . 東日本旅客鉄道.   [2019-03-01]. （原始内容存档于2019-04-02） （日语）.
14. ↑  . 東日本旅客鉄道.   [2019-03-01]. （原始内容存档于2019-03-27） （日语）.
15. ↑  . 東日本旅客鉄道.   [2019-03-01]. （原始内容存档于2019-03-06） （日语）.
16. ↑  . 東日本旅客鉄道.   [2019-03-01]. （原始内容存档于2019-03-06） （日语）.
17. ↑  . 東日本旅客鉄道.   [2019-03-01]. （原始内容存档于2019-03-23） （日语）.
18. ↑  . 東日本旅客鉄道.   [2019-03-01]. （原始内容存档于2019-02-14） （日语）.
19. ↑  . 東日本旅客鉄道.   [2019-03-01]. （原始内容存档于2019-03-25） （日语）.
20. ↑  . 東日本旅客鉄道.   [2019-07-21]. （原始内容存档于2019-07-05） （日语）.

## 外部連結
- 車站資訊（磐城棚倉）：東日本旅客鐵道（日語）